# Indonesisch honkbalteam

Vlag van Indonesië.

Het Indonesisch honkbalteam is het nationale honkbalteam van Indonesië. Het team vertegenwoordigt Indonesië tijdens internationale wedstrijden. Het team heeft twee keer meegedaan aan de wereldkampioenschappen, hun hoogste behaalde positie was de zesde. Het Indonesisch honkbalteam hoort bij de Aziatische Honkbalfederatie (BFA). 

## Kampioenschappen

### Zuidoost-Aziatische Spelen
Indonesië nam driemaal deel aan de Zuidoost-Aziatische Spelen. De zilveren plak, behaald in 2011 is de hoogst behaalde positie.
| Editie    | 2005  | 2007  | 2011   |
| Prestatie | Brons | Brons | Zilver |